# Roque de Agando
Der Roque de Agando ist ein 1251 msnm hoher vulkanischer Felsturm auf der spanischen Kanareninsel La Gomera.

## Lage und Umgebung
Der ehemalige Vulkanschlot besteht aus Phonolith und liegt im Osten des zentralen Hochlandes von La Gomera im Gemeindegebiet von San Sebastián de La Gomera. Er befindet sich zwischen dem Barranco de La Laja und dem Barranco de Benchijigua und gehört zur Felsgruppe Los Roques („die Felsen“), zu der neben dem Agando auch der Roque de la Zarcita (1223 m), der Roque de Carmona (1103 m) und der Roque de Ojila (1171 m) zählen. Der Roque de Agando ist mit an der Südseite rund 220 Meter über seinen Fuß aufragenden zuckerhutähnlichen Form der auffälligste der Roques. An seiner Nordseite überragt er um etwa 100 Meter die an seinem Fuß vorbeiführende Straße Carretera del Centro.

## Geologie
Wie die anderen Roques entstand auch der Roque de Agando, als im Vulkanschlot ein härteres vulkanisches Gestein (Phonolith) erstarrte. Die dieses Gestein umgebenderen weicheren Schichten des Vulkans wurden durch Erosion abgetragen, sodass nur der härtere Phonolith zurückblieb.

## Geschichte
Nahe dem Gipfel wurde ein Heiligtum der Gomeros, der Ureinwohner der Insel, gefunden, das dafür spricht, dass der Felsen bereits im 16. oder 17. Jahrhundert bestiegen wurde. In den 1980er und 1990er Jahren wurden am Roque de Agando einige Kletterrouten eingerichtet. Diese Routen befanden sich großteils an der Südseite und waren mit Schwierigkeiten bis IV+ (UIAA) eher leicht. Später wurde der Roque de Agando unter Naturschutz gestellt, sodass die Besteigung heute verboten ist.